# طبيب عسكري
طبيب عسكري تختص كلية الطب بالقوات المسلحة تقوم بتخريج ضابط طبيب مقاتل كعضو فاعل في منظومة الرعاية الصحية بالقوات المسلحة سلماً وحرباً لأفراد القوات المسلحة ( ضباط وضباط صف و جنود ) و أيضاً للمدنيين و لا يمنع هذا من العمل في العيادات الخاصة بعد الحصول على التصاريح اللازمة لذلك من الجهات المعنية تخصص طبي، يعد تحديدًا فرع من الطب المهني يهتم بالمخاطر والاحتياجات الطبية (الوقائية والتدخلية) للجنود والبحارة وأفراد الخدمة الآخرين مدة الدراسة بالكلية في مرحلة البكالوريوس خمس سنوات دراسية مقسمة على عشرة فصول (فصلين دراسيين لكل سنة دراسية).
الشروط الخاصة
- ألا يزيد السـن عن 21 سنة في اليوم المحدد لبدء الدراسة.
- الحصول على شهادة الثانوية العامة علمي علوم، وما يعادلها في الثانوية الأزهرية بشرط دراسة مادة (فيزياء + كيمياء + أحياء) بحد أدنى للمجموع يحدد سنوياً.[1]